# Mistrzostwa Azji w piłce ręcznej kobiet
Mistrzostwa Azji w piłce ręcznej kobiet – oficjalny międzynarodowy turniej piłki ręcznej o zasięgu kontynentalnym, organizowany przez AHF mający na celu wyłonienie najlepszej żeńskiej reprezentacji narodowej w Azji. Zawody przeznaczone są dla reprezentacji państw, których krajowe federacje piłki ręcznej są oficjalnymi członkami AHF.

## Turnieje
| 1987 | Jordania         | Korea Południowa | 34:24             | Chiny            | Japonia          | 26:9              | Syria           |
| 1989 | Chiny            | Korea Południowa | rozgrywki grupowe | Chiny            | Japonia          | rozgrywki grupowe | Chińskie Tajpej |
| 1991 | Japonia          | Korea Południowa | rozgrywki grupowe | Japonia          | Chiny            | rozgrywki grupowe | Korea Północna  |
| 1993 | Chiny            | Korea Południowa | 43:26             | Chiny            | Korea Północna   | 25:21             | Japonia         |
| 1995 | Korea Południowa | Korea Południowa | rozgrywki grupowe | Chiny            | Japonia          | rozgrywki grupowe | Chińskie Tajpej |
| 1997 | Jordania         | Korea Południowa | rozgrywki grupowe | Chiny            | Japonia          | rozgrywki grupowe | Uzbekistan      |
| 1999 | Japonia          | Korea Południowa | rozgrywki grupowe | Chiny            | Japonia          | rozgrywki grupowe | Korea Północna  |
| 2000 | Chiny            | Korea Południowa | 33:23             | Japonia          | Korea Północna   | 24:18             | Chiny           |
| 2002 | Kazachstan       | Kazachstan       | 27:25             | Korea Południowa | Chiny            | 29:23             | Japonia         |
| 2004 | Japonia          | Japonia          | rozgrywki grupowe | Chiny            | Korea Południowa | rozgrywki grupowe | Chińskie Tajpej |
| 2006 | Chiny            | Korea Południowa | rozgrywki grupowe | Japonia          | Chiny            | rozgrywki grupowe | Kazachstan      |
| 2008 | Tajlandia        | Korea Południowa | 35:23             | Japonia          | Chiny            | 39:16             | Tajlandia       |
| 2010 | Kazachstan       | Kazachstan       | 33:32             | Korea Południowa | Chiny            | 26:25             | Japonia         |
| 2012 | Indonezja        | Korea Południowa | 40:22             | Chiny            | Japonia          | 21:20             | Kazachstan      |
| 2015 | Indonezja        | Korea Południowa | 36:22             | Japonia          | Chiny            | 28:25             | Kazachstan      |
| 2017 | Korea Południowa | Korea Południowa | 30:20             | Japonia          | Chiny            | 34:26             | Kazachstan      |
| 2018 | Japonia          | Korea Południowa | 30:25             | Japonia          | Chiny            | 27:21             | Kazachstan      |
| 2021 | Jordania         | Korea Południowa | 33:24             | Japonia          | Kazachstan       | 38:33             | Iran            |
| 2022 | Korea Południowa | Korea Południowa | 34:29             | Japonia          | Chiny            | 39:24             | Iran            |

## Tabela medalowa
| Lp. | Państwo          | Złoto | Srebro | Brąz | Razem |
| --- | ---------------- | ----- | ------ | ---- | ----- |
| 1.  | Korea Południowa | 16    | 2      | 1    | 19    |
| 2.  | Kazachstan       | 2     | 0      | 1    | 3     |
| 3.  | Japonia          | 1     | 7      | 8    | 16    |
| 4.  | Chiny            | 0     | 10     | 7    | 17    |
| 5.  | Korea Północna   | 0     | 0      | 2    | 2     |

## Uczestnicy
| Państwo          | 1987 | 1989 | 1991 | 1993 | 1995 | 1997 | 1999 | 2000 | 2002 | 2004 | 2006 | 2008 | 2010 | 2012 | 2015 | 2017 | 2018 | 2021 | 2022 | Występy |
| ---------------- | ---- | ---- | ---- | ---- | ---- | ---- | ---- | ---- | ---- | ---- | ---- | ---- | ---- | ---- | ---- | ---- | ---- | ---- | ---- | ------- |
| Australia        | –    | –    | –    | –    | –    | –    | –    | –    | –    | –    | –    | –    | –    | –    | –    | –    | 5    | –    | 10   | 2       |
| Chiny            | 2    | 2    | 3    | 2    | 2    | 2    | 2    | 4    | 3    | 2    | 2    | 2    | 3    | 2    | 3    | 3    | 3    | –    | 3    | 18      |
| Chińskie Tajpej  | 5    | 4    | 5    | 6    | 4    | 5    | 5    | 7    | 5    | 4    | –    | –    | –    | 7    | –    | –    | –    | –    | –    | 11      |
| Hongkong         | –    | 5    | –    | –    | –    | –    | –    | –    | –    | –    | –    | –    | –    | –    | 8    | 8    | 7    | 6    | 9    | 6       |
| Indie            | –    | –    | –    | 7    | –    | –    | –    | 6    | –    | –    | –    | 8    | –    | 8    | 7    | –    | 8    | –    | 6    | 7       |
| Indonezja        | –    | –    | –    | –    | –    | –    | –    | –    | –    | –    | –    | –    | –    | 11   | 9    | –    | –    | –    | –    | 2       |
| Iran             | –    | –    | –    | –    | –    | –    | –    | –    | –    | –    | –    | 7    | 8    | 9    | 6    | 7    | 6    | 4    | 4    | 8       |
| Japonia          | 3    | 3    | 2    | 4    | 3    | 3    | 3    | 2    | 4    | 1    | 3    | 3    | 4    | 3    | 2    | 2    | 2    | 2    | 2    | 19      |
| Jordania         | 6    | –    | –    | –    | –    | –    | –    | –    | –    | –    | –    | –    | –    | –    | –    | –    | –    | 7    | –    | 2       |
| Katar            | –    | –    | –    | –    | –    | –    | –    | –    | –    | –    | –    | 10   | –    | –    | –    | –    | –    | –    | –    | 1       |
| Kazachstan       | –    | –    | –    | 5    | –    | –    | –    | 5    | 1    | –    | 4    | 5    | 1    | 4    | 4    | 4    | 4    | 3    | 5    | 12      |
| Korea Południowa | 1    | 1    | 1    | 1    | 1    | 1    | 1    | 1    | 2    | 3    | 1    | 1    | 2    | 1    | 1    | 1    | 1    | 1    | 1    | 19      |
| Korea Północna   | –    | –    | 4    | 3    | –    | –    | 4    | 3    | –    | –    | –    | –    | 5    | 5    | –    | –    | –    | –    | –    | 6       |
| Kuwejt           | –    | –    | –    | –    | –    | –    | –    | –    | –    | –    | –    | –    | –    | 12   | –    | –    | –    | 10   | –    | 2       |
| Nowa Zelandia    | –    | –    | –    | –    | –    | –    | –    | –    | –    | –    | –    | –    | –    | –    | –    | –    | 10   | –    | –    | 1       |
| Palestyna        | –    | –    | –    | –    | –    | –    | –    | –    | –    | –    | –    | –    | –    | –    | –    | –    | –    | 11   | –    | 1       |
| Singapur         | –    | –    | –    | –    | –    | –    | –    | –    | –    | –    | –    | –    | –    | –    | –    | –    | 9    | 9    | –    | 2       |
| Syria            | 4    | –    | –    | –    | –    | –    | –    | –    | –    | –    | –    | –    | –    | –    | –    | –    | –    | 8    | –    | 2       |
| Tajlandia        | –    | –    | –    | –    | –    | –    | –    | –    | –    | –    | –    | 4    | 7    | –    | –    | –    | –    | –    | 7    | 3       |
| Turkmenistan     | –    | –    | –    | –    | –    | –    | –    | –    | 6    | –    | –    | –    | –    | 10   | –    | –    | –    | –    | –    | 2       |
| Uzbekistan       | –    | –    | –    | –    | –    | 4    | –    | –    | 7    | –    | –    | 9    | 6    | 6    | 5    | 5    | –    | 5    | 8    | 9       |
| Wietnam          | –    | –    | –    | –    | –    | –    | –    | –    | –    | –    | –    | 6    | –    | –    | –    | 6    | –    | –    | –    | 2       |
| Państwo          | 1987 | 1989 | 1991 | 1993 | 1995 | 1997 | 1999 | 2000 | 2002 | 2004 | 2006 | 2008 | 2010 | 2012 | 2015 | 2017 | 2018 | 2021 | 2022 | Występy |